# Aimé Vassiaux

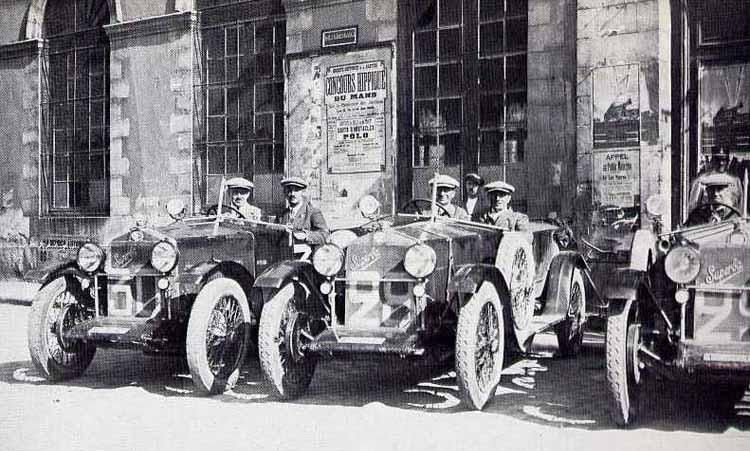
Der O.M. Tipo 665S Superba (Startnummer 30) von Giulio Foresti und Aimé Vassiaux vor dem Start zum 24-Stunden-Rennen von Le Mans 1925

Aimé Vassiaux (* 11. Juli 1890 in Cannes; † 16. Oktober 1967 ebenda) war ein französischer Autorennfahrer.

## Karriere
Aimé Vassiaux startete 1925 in das 24-Stunden-Rennen von Le Mans. Er fuhr gemeinsam mit Giulio Foresti einen Werks-OM 665 Superba an die fünfte Stelle der Gesamtwertung.

## Statistik

### Le-Mans-Ergebnisse
| Jahr | Team                | Fahrzeug               | Teamkollege    | Platzierung | Ausfallgrund |
| ---- | ------------------- | ---------------------- | -------------- | ----------- | ------------ |
| 1925 | Officine Meccaniche | O.M. Tipo 665S Superba | Giulio Foresti | Rang 5      |              |